# Rana dabieshanensis
Rana dabieshanensis é uma espécie de anuro da família Ranidae, sendo encontrada nas Montanhas Dabie, na província de Anhui, na China. Foi descrita em 2017, na revista científica ZooKeys, sendo diferenciada de outras espécies devido as suas características morfológicas, como o tamanho e sua coloração.